# Face ouest des Drus

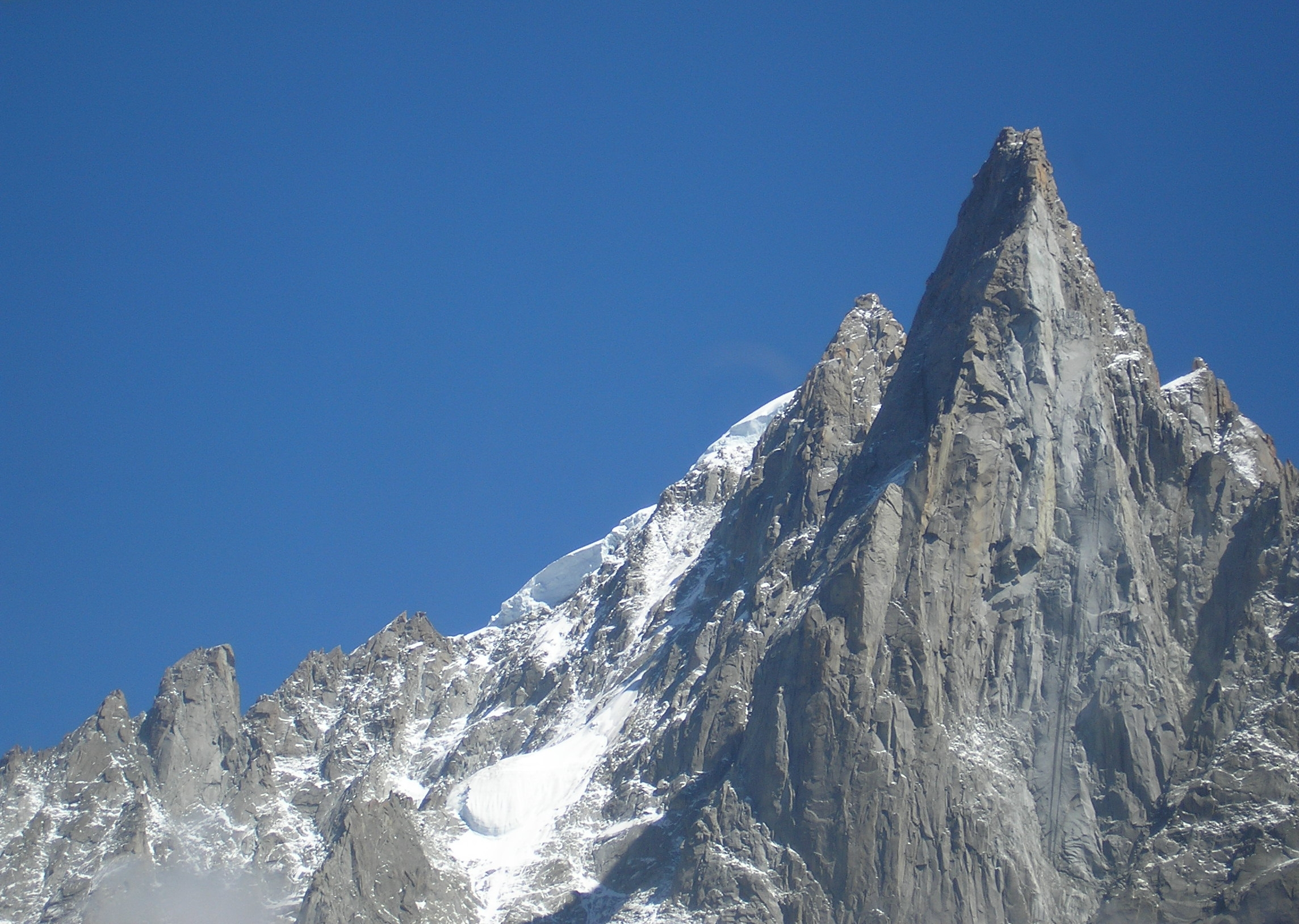
La face ouest des Drus en août 2005, après l'éboulement de juin qui a emporté le pilier Bonatti.

La face ouest des Drus (ou du Dru ou du petit Dru) dans le massif du Mont-Blanc est l'une des plus célèbres parois des Alpes. Elle doit sa réputation à sa hauteur, sa raideur, la compacité de son rocher et aussi au fait qu'elle se situe en face du Montenvers de l'autre côté de la Mer de Glace qu'elle domine. Les voies les plus difficiles étaient la Directe américaine, dans la partie gauche de la paroi, et le pilier Bonatti, à droite. En 1987 François Labande écrivait : « Parmi toutes les grandes parois rocheuses des Alpes, la face W du Dru restera probablement la plus pure, la plus convoitée, l'une des plus belles ». À partir de 1997, une série d'éboulements a profondément modifié la partie droite de la face, emportant complètement le pilier Bonatti en 2005.

## Caractéristiques et accès
La face a un développement de 1 000 m, de la base du socle (2 737 m) au sommet du Petit Dru (3 730 m), avec une inclinaison moyenne de 75 °. Triangulaire, elle est bordée à gauche par l'arête qui la sépare de la face nord, et à droite par le pilier sud-ouest (pilier Bonatti) et l'arête dentelée (et en mauvais rocher) des Flammes de Pierre (baptisée ainsi par Eugen Guido Lammer). Un raide couloir part du glacier des Drus à la base du socle pour rejoindre la base « l'entonnoir des Drus » entre le pilier sud-ouest et les Flammes de Pierre.
Il n'y a pas de refuge sur ce versant, et le bivouac se fait au Rognon des Drus, vers 2 700 m. L'accès à la base de la face se fait soit depuis le Montenvers, et traversant la Mer de Glace jusqu'aux échelles à la base des Flammes de Pierre, puis les éboulis sous le glacier des Drus, soit en descendant le glacier du Nant Blanc depuis le téléphérique des Grands Montets. Afin d'éviter la remontée du couloir très exposé aux chutes de pierres, l'accès au pilier Bonatti se faisait usuellement depuis le refuge de la Charpoua, par le Glacier de la Charpoua et l'accès à la voie normale du Petit Dru en face Sud, puis par une descente en rappel depuis l'arête des Flammes de Pierre.

## Une paroi impossible
Pour Walter Bonatti : « Peu d'autres parois furent aussi disputées que la face ouest du Dru. Le problème de son escalade était trop évident pour être ignoré, et pourtant, il était tellement ardu qu'il décourageait tout espoir chez ceux qui convoitaient cette conquête. Souvent il se crée, autour des parois de ce genre, un halo d'inaccessibilité ; la conviction se répand de l'absurdité de pareille entreprise ».
Dans Alpinisme et compétition (1947), Pierre Allain fait le récit de la première de la face nord en 1935, avec Raymond Leininger : « À droite, le regard plonge dans les abîmes de la face ouest des Drus. Là, la verticalité est rigoureuse et seulement coupée de temps à autre par d'énormes surplombs. D'immenses dalles de protogyne présentent, sur cinquante ou cent mètres, une surface lisse et sans défaut, prototype même de l'impossible. L'alpiniste ici perd ses droits, seuls des échelons scellés ou quelque autre procédé du même genre en pourraient venir à bout ; ce ne serait plus de l'alpinisme mais du travail en montagne. »
Une tentative est faite en 1938 par les pyrénéistes Roger Mailly et François Cazalet : ils tentent de rejoindre l'immense dièdre de la partie gauche de la paroi (depuis appelé Dièdre Mailly), qui rejoint sur l'arête la Niche des Drus, le glacier suspendu de la face nord,. 
Le 2 août 1946, Georges Livanos et Charles  Magol remontent le couloir de neige qui permet de contourner le socle de la face mais renoncent à le traverser pour rejoindre la paroi en raison des chutes de pierres ; trois jours plus tard, ils renoncent dès le bivouac, toujours à cause des chutes de pierres dans le couloir. En 1946, Gaston Rébuffat fait une tentative avec Jean Save de Beaurecueil, jusqu'aux terrasses, puis en 1947 avec James Couttet. En 1949, Livanos essaie à nouveau, avec Robert Gabriel, avec pour objectif une ligne plus directe que celle de Mailly et Cazalet. Ils croisent sur la moraine la cordée de Jean Couzy et Marcel Schatz. Les cordées d'abord concurrentes se rejoignent, renoncent après les premières difficultés au pied d'une haute fissure verticale et redescendent directement en rappel : « Tout en affirmant la ligne d'ascension du centre de la face, cette reconnaissance laissait des doutes sérieux sur les possibilités de réalisation. L'escalade artificielle en était à ses débuts sur le granit, que l'on croyait encore, à tort, plus difficile à pitonner que le calcaire. Le mot "tentative" a été employé par la suite à propos de notre expédition ; sans doute était-il plus flatteur, et il l'a été pour moi de fait, mais il n'en demeure pas moins inexact, nous n'avons en rien été forcés à la retraite ». En juillet 1950, Livanos et Gabriel remontent au pied de la face avec le Parisien René Ferlet, mais renoncent après avoir observé à la jumelle la traversée où s'arrêteront les premiers ascensionnistes :« Bien avant moi, Gabriele Boccalate l'a remarqué : les jumelles ne sont bonnes qu'à grossir les difficultés ! Les nôtres nous font paraître démesurée la traversée du haut de la face. Sur ces plaques lisses, seuls des pendules autorisent des espoirs de progression. "Et si de l'autre côté ça ne passe pas ?" Il aurait fallu nous munir d'une corde (plusieurs peut-être) à abandonner, afin d'assurer un retour éventuel. Oui je le sais, Cassin avait retiré le rappel des Jorasses, mais Toni Kurz n'avait-il pas retiré celui de l'Eiger ? [...] Nous étions donc battus, à distance, par cette traversée qui devait battre sur place, pour la même raison, Berardini, Dagory et Magnone, les forçant à la retraite. ». Livanos se tourne ensuite vers les Dolomites.

## Voie originale de la face ouest
En 1952, la première ascension de la face ouest est réussie en deux fois par Guido Magnone, Lucien Bérardini, Adrien Dagory, et Marcel Lainé. Du  1er au 5 juillet, Bérardini, Magnone et Dagory montent jusqu'au-dessus du dièdre de 90 mètres. Le 17 juillet, avec Lainé, ils prennent la voie Allain en face Nord jusqu'à la troisième terrasse. Le 18, Lainé rejoint le point qu'ils avaient auparavant atteint, par une traversée descendante en artificielle sur une dalle lisse et surplombante, dans laquelle il plante des pitons à expansion de sa fabrication. Bérardini rejoint une vire à droite (vire des Allemands) par un pendule. Le 18, toute l'équipe reprend l'ascension en laissant des cordes fixes dans ces deux passages, ils franchissent la barrière de toits et finissent la voie.
- seconde ascension (et première d'une traite) : 27-29 juillet 1954 par Adrien Billet, René Gervais, Michel Grassin et Paul Lenain[8]
- troisième ascension : 2-4 août 1954  par Joe Brown et Don Whillans[9]
- quatrième ascension : 23-25 juillet  1955 : René Desmaison et Jean Couzy (qui revient de la première ascension du Makalu)[10]
- cinquième ascension : Jörg Lehne et Siegfried Löw 9-11 août 1956[11]
- sixième ascension : 10- 11 août 1956 par Hermann Buhl et Marcus Schmuck

La première hivernale de la face ouest est réussie par René Desmaison et Jean Couzy du 10 au 14 mars 1957. Cette hivernale est la première d'une série en paroi de haute difficulté.
- 28-29 juillet 1963 : première solitaire de la face ouest par René Desmaison[13]

## Pilier Bonatti
Après l'ascension de 1952, l'italien Walter Bonatti se tourne vers un autre objectif : « Les Français, en venant à bout de la face ouest du Dru, étaient loin d'avoir résolu le vrai problème que propose le majestueux versant de Montenvers. Leur itinéraire suivait, indéniablement, une route logique, mais si latérale, pour ainsi dire, si tangente à la face nord, que le problème de l'escalade du Pilier sud-ouest s'en trouvait souligné d'autant. [...] Il manquait encore à une montagne parfaite son itinéraire parfait ».
Le 15 août 1953, avec Carlo Mauri, il remonte le couloir, dans lequel ils sont pris dans un orage, qui dure jusqu'au lendemain midi ; ils rejoignent alors le pied du pilier : « plus que six cent cinquante mètres de surplombs et c'est le sommet ». Après une longueur, ils sont à nouveau pris sous la pluie jusqu'au lendemain matin, où ils repartent. Trois longueurs plus haut, ils trouvent sur une terrasse « un tas de vieux coins de bois, et un paquet de figues sèches », signe d'une tentative précédente par des inconnus. Ils renoncent un peu plus haut devant les difficultés, épuisés et démoralisés.
Il repart pour une nouvelle tentative le 24 juillet 1955, avec Mauri, Andrea Oggioni et Josve Aiazzi et ils bivouaquent sous la pluie et les chutes de pierres au pied du pilier. Le lendemain, ils atteignent la terrasse des coins de bois, mais s'arrêtent sous la neige. Après un nouveau bivouac, secoués par un énorme éboulement qui a balayé le couloir, ils renoncent et amorcent le lendemain matin la descente, au cours de laquelle Oggioni est blessé à la tête par une chute de pierre.
- 17 au 22 août 1955 : ouverture en solitaire du pilier sud-ouest (pilier Bonatti) par Walter Bonatti[8]. Cette réalisation est considérée comme « l'un des plus extraordinaires exploits de l'histoire de l'alpinisme »[18].

Pour Royal Robbins : « Bonatti a ouvert des voies de premier ordre, mais la plus mémorable reste sa première en solitaire du pilier sud-ouest du Dru, un exploit magnifique et inspiré. Il était face à un contrefort de granit haut de 700 m, auquel on ne pouvait accéder qu'en s'exposant aux dangers du couloir du Dru. Aucune solitaire de ce type n'avait été réalisée dans les Alpes occidentales. Il s'agissait d'une escalade raide, ardue, technique, d'un niveau supérieur à tout ce qui avait déjà été accompli, même dans le cadre plus accueillant et protégé de la vallée de Yosemite. De plus, l'ascension dura six jours dans une région des Alpes françaises où les orages sont violents et sur un pic isolé qui surplombe le périlleux couloir du Dru. La voie Bonatti est un chef-d'œuvre, une éclatante illustration de la formule de Geoffrey Winthrop Young : « L'important, ce n'est pas d'arriver au sommet, c'est la manière dont on y parvient. » Même si Bonatti avait été accompagné, son ascension aurait été un fabuleux exploit. L'accomplir en solitaire en a fait une prouesse exceptionnelle. Mes solitaires à la Leaning Tower et au Capitan doivent beaucoup à ce précurseur, mais elles ne sont pas du même niveau, car Bonatti était très en avance sur son temps. Je n'ai fait que l'imiter. Si l'exemple de Bonatti n'avait pas existé, mes ascensions auraient été visionnaires et intrépides. Je n'ai fait que monter sur les épaules invisibles de mon prédécesseur. ».
Joe Brown était aussi sur le point de tenter l'ascension
- 23 au 26 juillet 1956 : après plusieurs tentatives, cinq cordées se retrouvent en même temps au pied du pilier et réussissent la seconde ascension :  les Italiens Cesare Giudici et Giorgio Redaelli, Carlo Mauri et Dino Piazza, les Genevois Roger Halbersaat et Robert Wohlschlag, les Parisiens Adrien Billet et Yvon Kollopp, Roger Salson et Emile Troksiar ; ils franchissent directement par deux longueurs en artificielle le toit où Bonatti avait fait son pendule[22].
- 31 juillet au 2 août 1957 : cinquième ascension : Michel Grassin, Pierre Lesueur, Robert Paragot et Marcel Bron[23]
- sixième ascension en 1958 : les britanniques Chris Bonington,  Hamish MacInnes, Don Whillans, Paul Ross et deux autrichiens, Walter Phillip et Richard Blach
- 17-19 juillet 1959 H. Jesacher et C. Madreiter ouvre une variante en passant à gauche du toit du pendule de Bonatti, et en pitonnant une mince fissure dans une dalle verticale de 50 m. La fissure des Autrichiens devient par la suite le passage classique.
- 1959 : Michel Vaucher et Pierre Cauderlier
- 1961 : Gaston Rébuffat, Christian Mollier et Pierre Cretton
- 1961 : première hivernale du pilier Bonatti par Robert Guillaume et Antoine Vieille (qui meurent l'été suivant lors de la tragédie du pilier du Fréney)[24]
- 11 juillet 1982 : première en libre du Pilier Bonatti par Marco Pedrini et Claudio Camerani, en empruntant un dièdre en 7a à droite de la fissure des Autrichiens (c'est en libre le passage le plus difficile de la voie)
- 31 janvier 1989 : première solitaire hivernale du pilier Bonatti par Alain Ghersen[25]
- 1990 : Catherine Destivelle en solitaire et en quatre heures. Elle grimpe en libre et solo intégral sauf pour la fissure des Autrichiens.

## Directe américaine
- 24 au 26 juillet 1962 : Directe Américaine par Gary Hemming et Royal Robbins[8]
- 26 au 28 août 1967 : première répétition par François Guillot et Jacques Kelle
- 1971 : première solitaire de la Directe américaine par Jean-Claude Droyer[26]
- août 1979 : première en libre de la Directe Américaine par Patrick Berhault et Georges Unia
- 30 juin 1982 : première en solo intégral de la Directe Américaine par  Christophe Profit, en 3 h 10[27],[28]. En 1985, il y retourne plusieurs fois pour un film de Nicolas Philibert sur cette ascension : Christophe.

Après l'éboulement de 2005, la directe américaine, qui se situe dans la partie gauche de la face, a été refaite jusqu'en haut du dièdre de 90 m, en redescendant ensuite en rappel, en sortant à gauche en face nord, en artificielle par la ligne de vieux spits. En 2011, la sortie intégrale par la face ouest, par le pendule et la vire des allemands, a été reparcourue, en limite de la zone d'éboulement. La voie ne semble pas avoir été touchée par l'éboulement de septembre 2011.

## Directissime américaine
- 10 au 13 août 1965 : Directissime Américaine par John Harlin et Royal Robbins[8],[32]. Pour Pierre Mazeaud, avec qui Harlin avait fait une tentative l'année précédente : « incontestablement la plus grande course granitique des Alpes »[33]
- Deuxième : G. Geisenberger et Reisenacher, en 1972, en cinq jours[34]
- 25 février au 5 mars 1976 : première hivernale par les Polonais Piotr Malinowski, Marian Piekutowski, Zbigniew Wach et Jan Wolf
- 1983 : première en libre de la Directissime Américaine par Thierry Renault, Pascal Étienne, Christophe Profit et Éric Escoffier[35] ou par Marco Pedrini et Sergio Vicari le 9 juillet 1983[36]
- 1995 : Première solitaire par Valery Babanov en 7 jours[37]

## Directissime française
13-16 septembre 1982 : directissime française à l'initiative de l'École militaire de haute montagne, menée par Christophe Profit, Michel Bruel, et Hervé Sachetat, jusqu'à la vire Robbins puis les 20 et 21 septembre par Hervé Sachetat et Hubert Giot jusqu'au sommet. Première répétition, et première hivernale en mars 1984 par Benoit Grison et Eric Gramond

## Autres voies et ascensions
- 1966 : sauvetage des Allemands dans la face ouest (Gary Hemming, François Guillot, Gilles Bodin, Mike Burke, Lothar Mauch, Gerhrad Bauer, René Desmaison, Vincent Mercié.)[40]
- 20 avril-8 mai 1975 : ouverture en solitaire de la voie Thomas Gross[8]; Gross avait passé environ cinquante jours à forcer son chemin dans la face, y compris des tentatives partielles ou infructueuses en juin et septembre 1974 et du 10 au 20 mars 1975
- 21-22 août 1980 : directissime franco-suisse ou Les strapontins du paradis par Claude et Yves Rémy et Ph. Martinez[8]
- juillet 1982 : Éric Escoffier et Daniel Lacroix réalisent la Directe Américaine en 5h30, et le Pilier Bonatti en 5h15[41]
- 1-2 août 1982 : voie des Genevois par Nicolas Schenkel et Bernard Wietlisbach
- 1984 : voie Passage cardiaque par Michel Piola et Pierre-Alain Steiner
- 25-27 juillet 1986 : voie Absolu par Philippe Grenier et Pascal Camison[8],[42]
- 1989 : Rémi Escoffier et Michel Fauquet enchaîne la Directissime Française et la voie Thomas Gross dans la journée[41]
- 25 juin au 4 juillet 1991 : voie Destivelle en solitaire par Catherine Destivelle, en 11 jours[8],[43]
- 1992 : voie Lionel André  par Marc Batard[44]
- 1992-1993 première solitaire (hivernale) de la directissime française par François Marsigny[45]
- 6-16 mars 1994 : ouverture en solitaire hivernale de Soutien aux  SDF par Marc Batard[8],[44]

## Éboulements

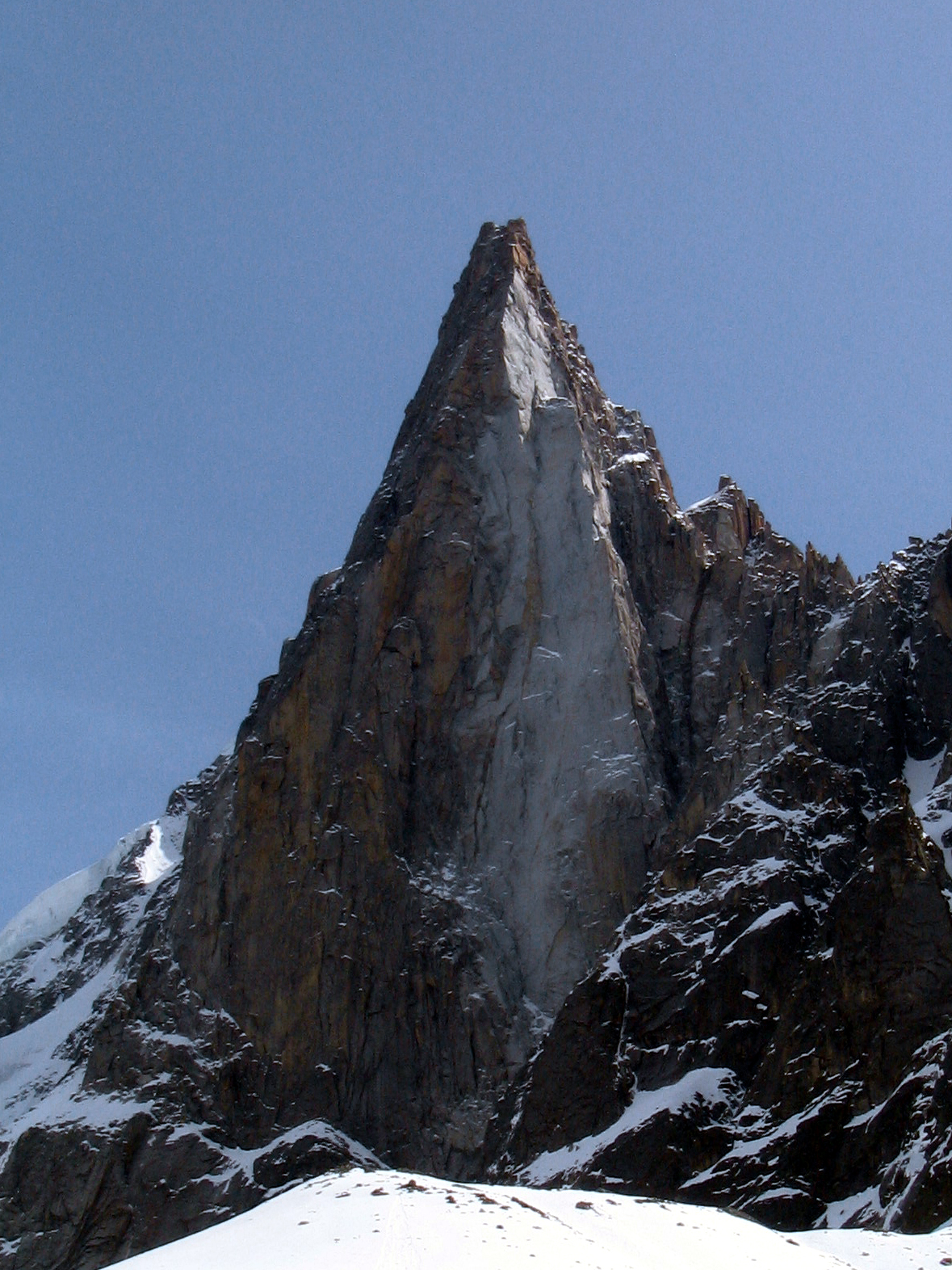
La face ouest des Drus en mai 2006. La zone plus claire à droite est celle de l'éboulement de 2005

- Les Drus et en particulier sa face ouest ont connu des éboulements massifs, surtout dans les trente dernières années. Joe Simpson, qui survécut à un mini-éboulement pendant un bivouac sur les murs rouges dans le pilier Bonatti, considère les Drus comme un exemple des effets climatiques qui affectent les Alpes[46]. En dépit des mesures de sécurité respectées par les grimpeurs après ces phénomènes naturels, la face ouest a été le théâtre d'accidents liés aux éboulements : une alpiniste espagnole au moins a été tuée par une chute de pierres, après l'éboulement de 1997. Valéry Babanov a baptisé sa voie Léna en hommage à cette alpiniste.
- 17-18 septembre 1997 : éboulement
- 2005 : grand éboulement
- 10 et 11 septembre 2011 : trois éboulements successifs, pour un volume total estimé à 12 000 m3[47],[48],[49]
- 29 et 30 octobre 2011 : deux nouveaux éboulements de 60 000 m3[50]

## Voies ouvertes depuis les éboulements

### Voie Léna
- 1998 : voie Léna par Valery Babanov et Youri Kochelenko[51]

### Voie Lafaille
- 12 au 21 février 2001 : ouverture en solitaire hivernale de la voie Lafaille par Jean-Christophe Lafaille[52]. La voie est située à gauche de la Directe américaine, dans une zone épargnée par les éboulements. Elle fait 900 m de haut et est cotée A5, M7 et V.

La voie a été répétée en février 2002 par Andy Kirkpatrick et Ian Parnell, avec des variantes, puis du 10 au 20 février 2004 par Christophe Dumarest, Guillaume Avrisani et Philippe Batoux.

### Voie des Papas
- 2007 : voie des papas par  Martial Dumas et Jean-Yves Fredriksen[55]

### Tentative de Jonny Copp et Micah Dash
- En 2008,  Jonny Copp et Micah Dash font une tentative d'ouverture[56],[57]

### Voie BASE
- du 18 au 21 février 2021 : quatre membres du Groupe militaire de haute montagne (GMHM) ouvrent une voie dans la face ouest, en hivernale. Outre la difficulté technique, cette ascension présente la particularité d'avoir été retransmise en direct sur YouTube pendant quatre jours[58],[59].

## Films
- Premier de cordée de Louis Daquin, 1944
- Le Pilier de la Solitude, Pierre Tairraz et Hélène Dassonville, 1959 (avec Michel Vaucher)
- Gaston Rébuffat et Pierre Tairraz, Entre Ciel et Terre (grand prix au Festival International du film de montagne et d'exploration de Trento en 1961.)
- La Mort d'un guide de Jacques Ertaud 1975
- Christophe, Nicolas Philibert, 1984 (texte de Nicolas Philibert sur le tournage)
- Bertrand Delapierre, Les Amants des Drus (L'alpinisme moderne à travers l'histoire de la face ouest des Drus), Seven Doc trailer

## Vidéos
- Walter Bonatti au pilier des Drus
- Témoignage de Gilles Bodin sur le sauvetage de 1966 sur TVmountain.com
- Filmato al Petit Dru del 1956 trailer du film de la première répétition du pilier Bonatti en 1956 par Giorgio Redaelli, Cesare Giudici, Carlo Mauri, Dino Piazza, Roger Halbersaat, Robert Wohlschlag, Adrien Billet, Yvon Kollop, Roger Salson et Emile Troksiar
- Témoignage de Thierry Renault sur la première en libre de la directissime américaine et l'effondrement du pilier Bonatti sur TVmountain.com
- vidéo de la répétition de la voie Lafaille en 2004